# Grün-Alternatives Bündnis
Das Grün-Alternative Bündnis im Kanton Basel-Stadt ist ein Listenzusammenschluss der Parteien Grüne Partei Basel-Stadt und Basels starke Alternative (BastA) und ihrer gemeinsamen Jungpartei Junges Grünes Bündnis Norwest (jgb). Beide Mutterparteien gehören der Grünen Partei der Schweiz an.
Im basel-städtischen Grossen Rat bildet das Grün-Alternative Bündnis mit 18 von 100 Sitzen die zweitstärkste Fraktion. Im Riehener Einwohnerrat hält es 2 von 40 Sitzen.